# Erythemis credula
Erythemis credula is een libellensoort uit de familie van de korenbouten (Libellulidae), onderorde echte libellen (Anisoptera).
De wetenschappelijke naam Erythemis credula is voor het eerst geldig gepubliceerd in 1861 door Hagen.